# William Berry, 1. Viscount Camrose

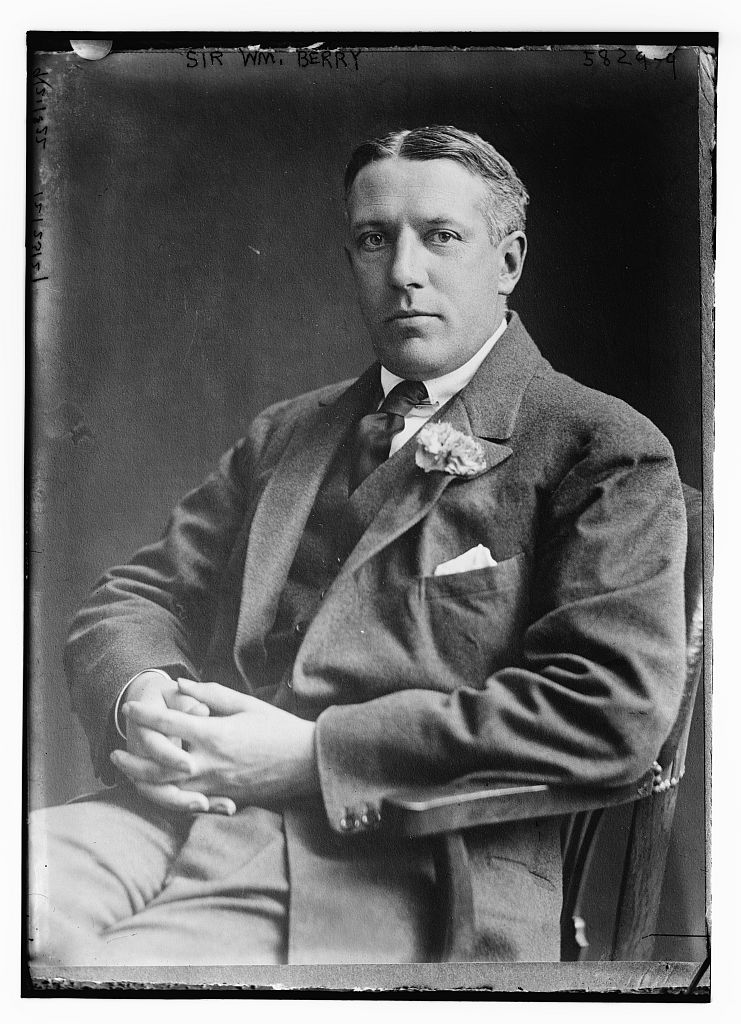
William Berry, 1. Viscount Camrose

William Ewart Berry, 1. Viscount Camrose, DL (* 23. Juni 1879 in Merthyr Tydfil, Glamorgan; † 15. Juni 1954) war ein britischer Peer, Journalist, Zeitungsverleger und Segler.

## Leben und Karriere
Berry war der zweite von drei Söhnen des John Mathias Berry aus dessen Ehe mit Mary Ann Rowe. Im Alter von dreizehn Jahren verließ er die Schule und machte eine Lehre bei einer Wochenzeitung in seinem Heimatort Merthyr Tydfil. Sechs Jahre später zog er nach London. Mit einem Kapital von 100 £ begann sein Berufsleben als Journalist, er sammelte Werbung gründete 1901 seine eigenes Magazin Advertising World. Innerhalb weniger Jahre hatte er sich in der Verlagsbranche Fuß gefasst.
Berry machte sein Vermögen mit der Veröffentlichung der Zeitschriften First World War und The War Illustrated, das auf seinem Höhepunkt eine Auflage von 750.000 Exemplaren hatte. In Zusammenarbeit mit seinem jüngeren Bruder, Gomer Berry, 1. Viscount Kemsley (der ältere Bruder war Seymour Berry, 1. Baron Buckland), kaufte er 1915 die Sonntagszeitung The Sunday Times und war bis 1937 deren Chefredakteur. Dies war der Beginn einer phänomenal erfolgreichen Periode des Imperiumsaufbaus. 1919 kauften die beiden auch die Tageszeitung Financial Times von Sir John Ellerman und die Zeitschrift The Hulton Press von Harold Harmsworth, 1. Viscount Rothermere.
Im Jahr 1924 gründeten die Berry-Brüder und Edward Iliffe, 1. Baron Iliffe Allied Newspapers und kauften die Zeitungen Daily Dispatch, Manchester Evening Chronicle, Sunday Chronicle, Sunday News und Sunday Graphic sowie eine Reihe anderer Zeitungen im ganzen Land. Später 1926 kauften die Berry-Brüder und Allied Newspapers die Verlagsgesellschaft Amalgamated Press (AP), die 1901 vom 1922 gestorbenen Alfred Harmsworth, 1. Viscount Northcliffe, gegründet worden war.
In Cardiff fusionierten sie vier Zeitungen zur Western Mail. 1927 kauften sie den Daily Telegraph von Harry Levy-Lawson, 1. Viscount Burnham, wobei William Berry der Chefredakteur wurde. 1937 kauften sie den Rivalen The Morning Post.
Berry kaufte 1937 seine Partner auf und fusionierte The Morning Post mit The Daily Telegraph, wobei er selbst Vorsitzender und Chefredakteur wurde. Seine Söhne Seymour Berry, 2. Viscount Camrose, und anschließend Michael Berry, Baron Hartwell, führten die Zeitung bis 1986 weiter. Darüber hinaus war Seymour von 1942 bis 1959 (als AP von der Mirror-Mediengruppe übernommen wurde) stellvertretender Vorsitzender von Amalgamated Press.

## Gesellschaftlicher Aufstieg und Sammlertätigkeit
William Berrys Aufstieg zur Berühmtheit ist eine der großartigsten Geschichten vom Tellerwäscher zum Millionär in den Medien, und das umso mehr, als er einer der wenigen Zeitungsinhaber und Herausgeber des 20. Jahrhunderts war. Mit dem überaus erfolgreichen Zeitungsgeschäft ging eine gesellschaftliche Position einher – ein Adelstitel Baronet und später seine Erhebung in den Rang eines Viscount – und die Gründung einer der großen britischen Sammlungen. Berry hatte einen unglaublichen Geschmack, er kaufte eifrig und vielseitig; Alte Meister, britische Bilder und Möbel, orientalische Teppiche, Porzellan, Glas und Silber. Die Welt wurde 1927 auf ihn aufmerksam, als er Anthonis van Dycks Porträt des Abbe Scaglia kaufte, eines der schönsten Werke des Künstlers. 1935 kaufte er das Anwesen Hackwood Park in Hampshire von Henry Paulet, 16. Marquess of Winchester, um seine Sammlung unterzubringen, und sie blieb dort, bis sie nach dem Tod seines Sohnes, Seymour Berry, 2. Viscount Camrose, im Jahr 1998 aufgelöst wurde.

## Yacht Cambria

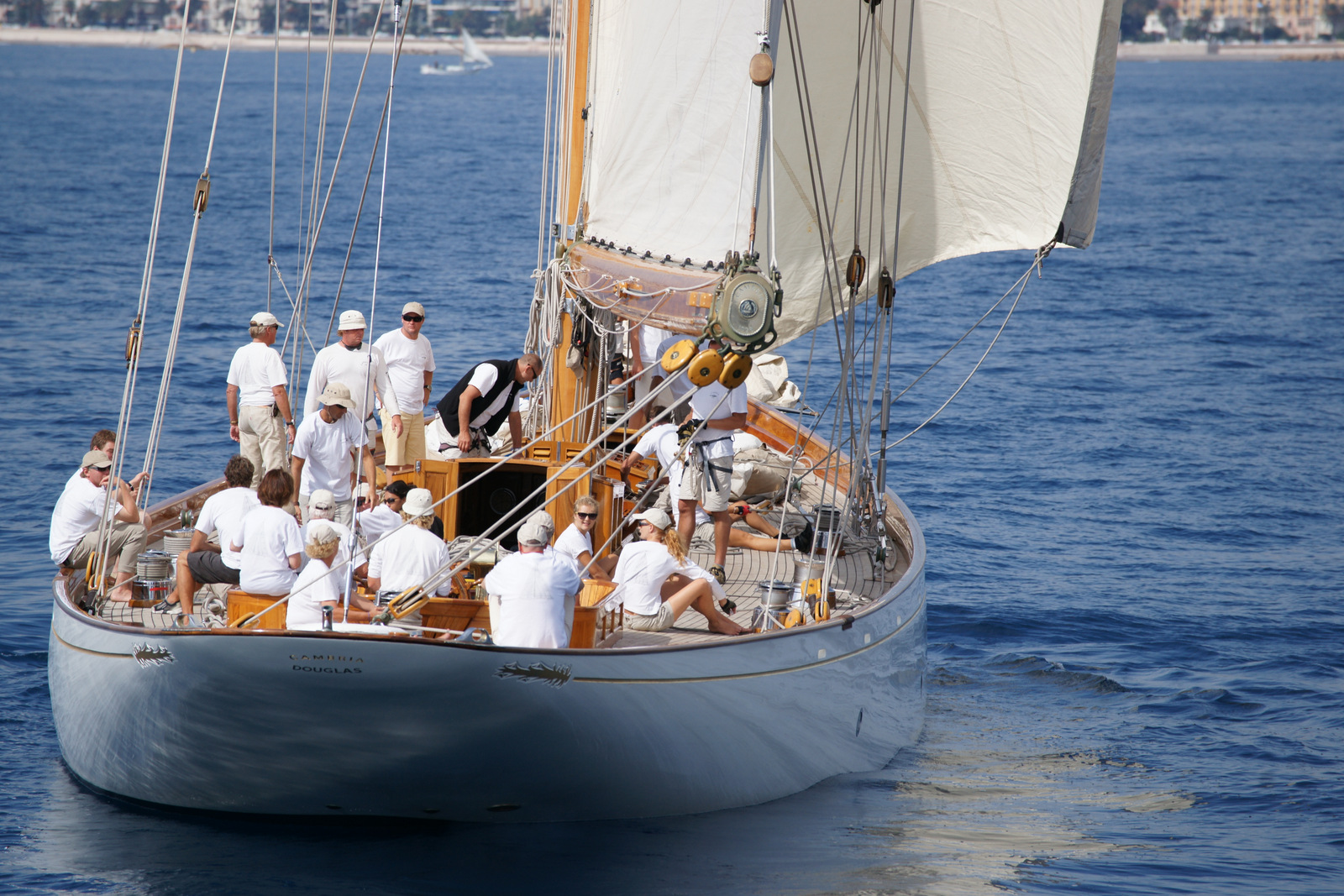
Die Yacht Cambria bei einer Regatta in Nizza, 2010

Im Jahr 1927 bestellte er bei William Fife III. die Yacht Cambria, ein Renn-Kutter der „Big-Class“ und mit 41,15 m oder 135 Fuß Länge die größte von William Fife & Sons. in Fairlie am Clyde River in Schottland gebaute Yacht. Cambria hatte ihren Stapellauf im Mai 1928 und Berry nutzte sie als Rennyacht intensiv bei bis zu 50 Regatten pro Jahr bis zum Jahr 1934, als er sie an Sir Robert McAlpine verkaufte. William Berry war auch 1948–1954 Vize-Kommodore des Royal Yacht Squadron (RYS) in Cowes.

## Unterstützung für Churchill
Nach dem Zweiten Weltkrieg leistete er finanzielle Unterstützung für Winston Churchill. Er und zehn andere wohlhabende Wohltäter spendeten jeweils 5.000 £ an die Churchills und erlaubten ihnen, ihr Haus Chartwell zu behalten, unter der Bedingung, dass es nach ihrem Tod dem Vereinigten Königreich geschenkt würde.

## Adelstitel
William Berry wurde am 4. Juli 1921 in der Baronetage of the United Kingdom zum Baronet, of Long Cross in the County of Surrey, erhoben.
Am 19. Juni 1929 wurde er in der Peerage of the United Kingdom zum Baron Camrose, of Long Cross in the County of Surrey, erhoben. Er wurde dadurch Mitglied des House of Lords.
Am 20. Januar 1941 wurde ihm in der Peerage of the United Kingdom auch der Titel Viscount Camrose, of Hackwood Park in the County of Southampton, verliehen.

## Familie
William Berry heiratete 1905 Mary Agnes Corns († 1962). Sie hatten acht gemeinsame Kinder:
- Hon. Mary Cecilia Berry (1906–1996), ⚭ 1930 Ronald Guthrie McNair Scott;
- (John) Seymour Berry, 2. Viscount Camrose (1909–1995), ⚭ 1986 Hon. Joan Barbara Yarde-Buller, Tochter des 3. Baron Churston;
- (William) Michael Berry, Baron Hartwell, 3. Viscount Camrose (1911–2001), ⚭ 1936 Lady Pamela Margaret Elizabeth Smith, Tochter des 1. Earl of Birkenhead;
- Hon. Sheila Berry (1913–1992), ⚭ 1935 Frederick Smith, 2. Earl of Birkenhead;
- Hon. Molly Patricia Berry (1915–1995), ⚭ (1) 1936 Roger Charles George Chetwode, Sohn des 1. Baron Chetwode, ⚭ (2) 1942–1948 Hugh Seely, 1. Baron Sherwood, ⚭ (3) 1958 Sir Richard Charles Geers Cotterell, 5. Baronet;
- Hon. Rodney Mathias Berry (1917–1963), ⚭ 1955 Susan Jenifer Fearnley-Whittingstall;
- Hon. Julian Berry (1920–1988), Lieutenant-Colonel der British Army, ⚭ 1946 Janet Frances Denise Rowan-Thomson;
- Hon. Diana Phyllis Berry (1924–1995), ⚭ 1948 William Perine Macauley.

Als Berry 1954 starb, erbte sein ältester Sohn Seymour seine Adelstitel.

## Veröffentlichungen
- William Berry: British Newspapers and their Controllers. 1947.